# Cherves-Richemont
Cherves-Richemont is een plaats en voormalige gemeente in het Franse departement Charente in de regio Nouvelle-Aquitaine. Cherves-Richemont telde op 1 januari 2020 2.293 inwoners en maakte deel uit van het arrondissement Cognac.

## Geschiedenis
Cherves-Richemont is per 1 januari 2024 gefuseerd met de gemeente Saint-Sulpice-de-Cognac tot de gemeente Val-de-Cognac.

## Geografie
De oppervlakte van Cherves-Richemont bedroeg op 1 januari 2020 37,94 vierkante kilometer; de bevolkingsdichtheid was toen 60,4 inwoners per km².
De onderstaande kaart toont de ligging van Cherves-Richemont met de belangrijkste infrastructuur en aangrenzende gemeenten.

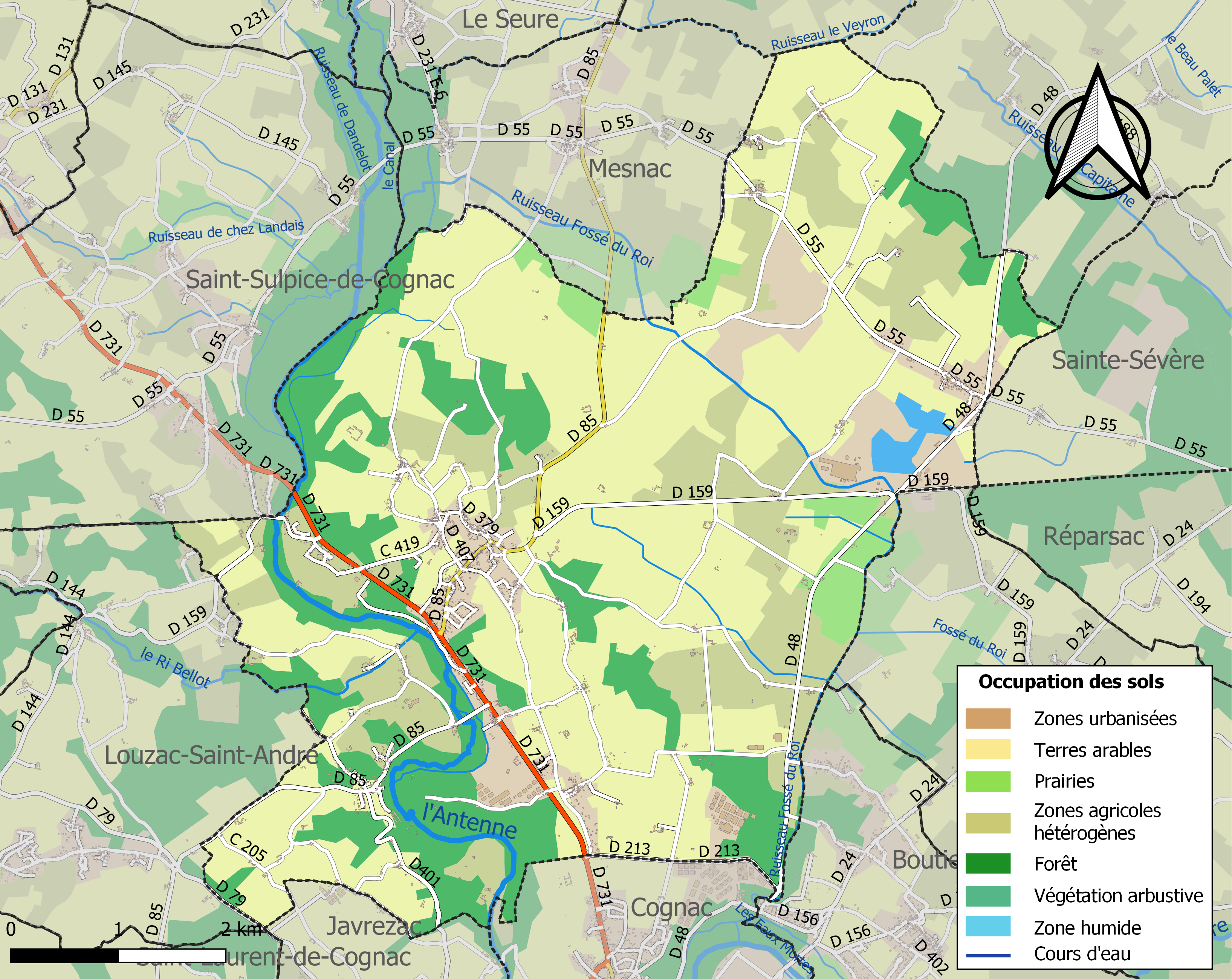

## Demografie
Onderstaande figuur toont het verloop van het inwonertal.